# Neolarra batrae
Neolarra batrae là một loài Hymenoptera trong họ Apidae. Loài này được Shanks mô tả khoa học năm 1978.